# Smolné Pece (Potůčky)
Smolné Pece (německy Pechöfen) jsou zaniklá vesnice jihozápadně od Potůčků v okrese Karlovy Vary. Stávaly poblíž hranic se Saskem, v nadmořské výšce 720–790 metrů. Po druhé světové válce byli zdejší obyvatelé odsunuti a deset domů v osadě bylo strženo.

## Historie
Název osady odkazuje na činnost původních obyvatel, kteří pálili dřevo na dřevěné uhlí a získávali i smůlu. Smolné pece či milíře na místě osady stály už před koncem 15. století. Do roku 1849 patřily Smolné Pece k lesnímu panství Jáchymov, v roce 1850 připadly pod obec Potůčky.
Na hranici stál výletní hostinec Skalní sklep (Felsenkeller) a na západním okraji vsi myslivna.

## Obyvatelstvo
|           | 1869 | 1880 | 1890 | 1900 | 1910 | 1921 | 1930 | 1950 |
| --------- | ---- | ---- | ---- | ---- | ---- | ---- | ---- | ---- |
| Obyvatelé | 113  | 80   | 75   | 84   | 95   | 92   | 73   | 3    |
| Domy      | 10   | 10   | 10   | 10   | 9    | 9    | 10   | 10   |

## Obecní správa
Při sčítání lidu v letech 1869–1950 byly Smolné Pece vždy osadou obce Potůčky. Měnilo se pouze jejich zařazení do okresu. Do roku 1900 patřily do okresu Jáchymov, v letech 1910–1930 spadaly do okresu Nejdek a při sčítání v roce 1950 ležely v okrese Karlovy Vary-okolí.